# Efectul Coolidge
În biologie și în psihologie, efectul Coolidge descrie un fenomen, observat la multe specii de mamifere, prin care masculii manifestă un interes sexual crescut în cazul introducerii unui nou partener. Efectul a fost atestat mai întâi la șoareci iar apoi studii observaționale au testat efectul și pe participanți umani.
În cazul oamenilor, acesta ar fi o explicație a tendinței spre poligamie.

## Denumirea
Termenul provine de la o anecdotă atribuită președintelui american Calvin Coolidge.
Acesta, în timpul unei vizite întreprinse într-o fermă, își exprimă nedumerirea asupra modului cum proprietarul reușește să obțină atât de multe ouă cu un număr mic de cocoși.
Proprietarul susține că fiecare cocoș este capabil să-și efectueze datoria de mai multe ori pe zi.
Doamna Coolidge îi dădu replica:
"Te rog, spune asta și domnului președinte."
Când Președintele a trecut prin fața găinilor și i s-a spus despre cocoș și remarca soției, a întrebat:
"Aceeași găină de fiecare dată?"
Fermierul sublinie că de fapt este vorba de o altă găină de fiecare dată, numărul acestora fiind mai mare decât al masculilor. 
Președintele a dat ușor din cap, zicând: "Spune-i asta Doamnei Coolidge."

## Studiu experimental
Într-o incintă sunt plasați un șobolan mascul și mai multe femele.
Acesta se cuplează cu toate succesiv și ajunge la o stare de saturație, lucru observabil prin scăderea interesului față de femele deși acestea continuă să manifeste o acțiune incitantă asupra masculului.
Totuși, dacă la scurt timp este introdusă o nouă femelă, masculul dobândește interes față de aceasta cuplându-se cu ea.

## Cazul omului
După atingerea orgasmului, bărbatul resimte o stare de oboseală, perioada refractară, necesară reatingerii vigorii sexuale.
Această perioadă poate fi mai scurtă dacă este vorba de o nouă parteneră.